# Antena de Oro 1997
La XXV Edició dels Premis Antena de Oro,concedits en 1997 encara que corresponents a 1996 es va celebrar a Benalmádena el 26 d'abril de 1997, amb presentació d'Irma Soriano i Miguel Ángel García i els guardonats van ser els següents:

## Televisió
- Caiga quien caiga
- José Luis Uribarri.[3]
- Ignacio Fernández, per Aragón a fondo (Antena 3)
- Pepe Navarro.
- José Oneto.
- Ernesto Sáenz de Buruaga.

## Ràdio
- Gemma Nierga.
- Mari Cruz Soriano.
- Javier Ares Rodríguez (Cadena SER)
- José Ángel Belda, tècnic de so d'Onda Cero
- Loles Díaz Aledo (el club de la vida de RNE).
- Luis Lecea, cap del servei de transcripcions de RNE.

## Extraordinaris
- Maurizio Carlotti, director general de Tele 5
- José Manuel Lorenzo Torres, director general d'Antena 3